# Tayabamba
Tayabamba es una ciudad peruana capital del distrito homónimo y a la vez de la provincia de Pataz, ubicada en el departamento de  La Libertad.
Se encuentra a unos 340 km (14 horas por carretera) al Sureste de la ciudad de Trujillo.

## Ubicación geográfica
Está ubicada a 3.245 m s. n. m. con 8°16′36.81″S 77°17′47.35″O / -8.2768917, -77.2964861, en el margen izquierdo del río Cajas, afluente del río Marañón. Su relieve es accidentado debido la cordillera oriental de los andes del norte peruanos.

## Clima
| Parámetros climáticos promedio de Tayabamba | Parámetros climáticos promedio de Tayabamba | Parámetros climáticos promedio de Tayabamba | Parámetros climáticos promedio de Tayabamba | Parámetros climáticos promedio de Tayabamba | Parámetros climáticos promedio de Tayabamba | Parámetros climáticos promedio de Tayabamba | Parámetros climáticos promedio de Tayabamba | Parámetros climáticos promedio de Tayabamba | Parámetros climáticos promedio de Tayabamba | Parámetros climáticos promedio de Tayabamba | Parámetros climáticos promedio de Tayabamba | Parámetros climáticos promedio de Tayabamba | Parámetros climáticos promedio de Tayabamba |
| Mes                                         | Ene.                                        | Feb.                                        | Mar.                                        | Abr.                                        | May.                                        | Jun.                                        | Jul.                                        | Ago.                                        | Sep.                                        | Oct.                                        | Nov.                                        | Dic.                                        | Anual                                       |
| ------------------------------------------- | ------------------------------------------- | ------------------------------------------- | ------------------------------------------- | ------------------------------------------- | ------------------------------------------- | ------------------------------------------- | ------------------------------------------- | ------------------------------------------- | ------------------------------------------- | ------------------------------------------- | ------------------------------------------- | ------------------------------------------- | ------------------------------------------- |
| Temp. media (°C)                            | 12.7                                        | 12.4                                        | 12.3                                        | 12.3                                        | 11.5                                        | 11.1                                        | 11.1                                        | 11.1                                        | 12.1                                        | 12.6                                        | 12.7                                        | 12.9                                        | 12.1                                        |
| Temp. mín. media (°C)                       | 6.2                                         | 6.3                                         | 6.1                                         | 5.5                                         | 3.8                                         | 2.1                                         | 1.7                                         | 1.9                                         | 3.6                                         | 5                                           | 5.3                                         | 5.6                                         | 4.4                                         |
| Fuente: climate-data.org                    |                                             |                                             |                                             |                                             |                                             |                                             |                                             |                                             |                                             |                                             |                                             |                                             |                                             |

## Agencias bancarias
- Agencia Caja Trujillo.
- Agencia Financiera Confianza.

## Actividades económicas
Su población se dedica mayormente a la agricultura, ya que está ubicada en una zona de valles andinos, es recorrida por el río Marañón, siendo también la ganadería otra actividad menor; así como también los diferentes rubros comerciales.
La minería es una actividad muy destacada en la zona de Tayabamba,y  en los distintos lugares de la provincia patacina.

## Tayabambinos destacados
- Carlos Olascuaga. Futbolista, juega de delantero y su equipo actual es el Ayacucho de la Primera División de Perú.